# GNB3
GNB3‏ (G protein subunit beta 3) هوَ بروتين يُشَفر بواسطة جين GNB3 في الإنسان.